# Campeonato Mundial de Ciclocrós de 2019
El LXX Campeonato Mundial de Ciclocrós se celebró en Bogense (Dinamarca) el 2 de febrero de 2019 bajo la organización de la Unión Ciclista Internacional (UCI) y la Federación Danesa de Ciclismo.

## Medallistas
| Evento    | Oro                                 | Plata                        | Bronce                      |
| --------- | ----------------------------------- | ---------------------------- | --------------------------- |
| Masculino | Mathieu van der Poel · Países Bajos | Wout van Aert · Bélgica      | Toon Aerts · Bélgica        |
| Femenino  | Sanne Cant · Bélgica                | Lucinda Brand · Países Bajos | Marianne Vos · Países Bajos |

### Masculino
| Puesto            | Ciclista               | País         | Tiempo  |
| ----------------- | ---------------------- | ------------ | ------- |
| Medalla de oro    | Mathieu van der Poel   | Países Bajos | 1:09:20 |
| Medalla de plata  | Wout van Aert          | Bélgica      | 1:09:36 |
| Medalla de bronce | Toon Aerts             | Bélgica      | 1:09:45 |
| 4                 | Michael Vanthourenhout | Bélgica      | 1:10:10 |
| 5                 | Laurens Sweeck         | Bélgica      | 1:10:21 |
| 6                 | Lars van der Haar      | Países Bajos | 1:10:30 |
| 7                 | Quinten Hermans        | Bélgica      | 1:10:44 |
| 8                 | Marcel Meisen          | Bélgica      | 1:10:49 |

### Femenino
| Puesto            | Ciclista        | País           | Tiempo |
| ----------------- | --------------- | -------------- | ------ |
| Medalla de oro    | Sanne Cant      | Bélgica        | 47:53  |
| Medalla de plata  | Lucinda Brand   | Países Bajos   | 48:02  |
| Medalla de bronce | Marianne Vos    | Países Bajos   | 48:08  |
| 4                 | Annemarie Worst | Países Bajos   | 48:27  |
| 5                 | Jolanda Neff    | Suiza          | 49:09  |
| 6                 | Kaitlin Keough  | Estados Unidos | 49:14  |
| 7                 | Nikki Brammeier | Reino Unido    | 49:30  |
| 8                 | Sophie de Boer  | Países Bajos   | 49:52  |